# Stronghold Legends
Sronghold Legends es un videojuego de estrategia en tiempo real desarrollado por Firefly Studios y publicado por 2K Games en 2006  para  Microsoft Windows. Es un juego perteneciente a la saga Stronghold.

## Argumento
El juego contiene tres campañas que siguen tres historias diferenciadas a través de tres diferentes líderes y sus conquistas históricas. Cada historia corresponde a una dificultad diferente de campaña, aunque la dificultad de la partida también puede ser modificada. Cada campaña contiene su propio set de héroes y unidades especiales que corresponden con la temática de la historia. Los edificios y aspectos también cambian en función de los niveles de cada campaña. Estas son las siguientes:

### Campañas
- Rey Arturo (Fácil):  esta campaña comprende la historia del Rey Arturo y sus caballeros de la mesa redonda. Merlín es un personaje importante y recurrente a lo largo de esta campaña. La primera de las tres misiones de esta campaña deben ser completadas por el jugador antes de escoger otra campaña. El entorno y los escenarios de las misiones de esta campaña están repletos de zonas verdes como llanuras o bosques. La campaña consta de 9 misiones.

- Hielo (Intermedio): esta campaña comprende la historia del Sigfrido y su conquista en el lejano norte.  El entorno y los escenarios de las misiones de esta campaña están completamente cubiertos de nieve; estos mapas también contienen múltiples nidos de dragones en las partes elevadas como colinas o montañas. Esta campaña es más difícil debido al mayor número de unidades especiales enemigas por los mapa, como  los gigantes de hielo, presentes durante gran parte de la campaña. Las unidades especiales de esta campaña tienen habilidades especiales relativas al hielo y la congelación. La campaña consta de 6 misiones.
- Malvado(Difícil): esta campaña comprende la historia del conde Vlad Drácula. El entorno y los escenarios de las misiones de esta campaña son territorios muertos con aspecto corrompido. Esta campaña incluye varias unidades especiales nuevas, algunas de ellas en el lado enemigo. La elevada dificultad de esta campaña es debido a la enorme cantidad de caballeros y lanceros enemigos, así como la cantidad de  requisitos que deben cumplirse para avanzar de nivel a lo largo de cada misión. Las unidades especiales de esta campaña son los hombres lobo y demonios entre otras criaturas oscuras mitológicas, así como nuevas armas de asedio.

## Desarrollo y Jugabilidad
Al igual que en anteriores entregas de la saga Stronghold, Legends ofrece al jugador diferentes tipos de unidades y líderes (El Rey Arturo y sus caballeros de la mesa redonda, el conde Vlad Drácula y Sigfrido). El juego incluye entre otras cosas, el juego incluye un modo cooperativo multijugador contra oponentes controlados por el ordenador. También da la opción de diferentes modos de juego para jugar online (Combate a muerte, Rey de la colina, Guerra económica y Captura la bandera).
Cada facción tiene su propio grupo de unidades temáticas. Algunas unidades especiales tienen habilidades únicas que cuentan con un tiempo de recarga después de usarlas. Los dragones están disponibles para todas las facciones pero con un tiempo limitado de vida. El resto de unidades especiales, al igual que las normales, tienen un tiempo ilimitado de duración en la partida hasta que mueren. En el modo historia, los jugadores no están necesariamente obligados a usar las unidades especiales de la facción con la que estén jugando en ese momento.
Stronghold Legends se ha desarrollado con un motor similar que el de Stronghold 2. El juego parecía ser una copia mejorada del juego anterior en la primera inspección según los testers. Sin embargo, al jugarlo se vio que los gráficos mejoraron considerablemente respecto a la anterior entrega  y se agregaron nuevas pistas de música a la BSO. Hubo también nuevas unidades disponibles; características como el índice de crimen se eliminaron por completo, cambios menores como este alteraron ligeramente la experiencia de juego original. Se incluyó en la gama de juegos de Mastertronic en el Reino Unido, lo que demuestra su popularidad.

## Recepción y crítica
El juego recibió críticas "mixtas" según el sitio web de agregación de reseñas Metacritic; teniendo un 57 sobre 100 en las críticas de la prensa y un 7.6 sobre 10 en las reseñas de los jugadores.